# Panda (deutsche Band)

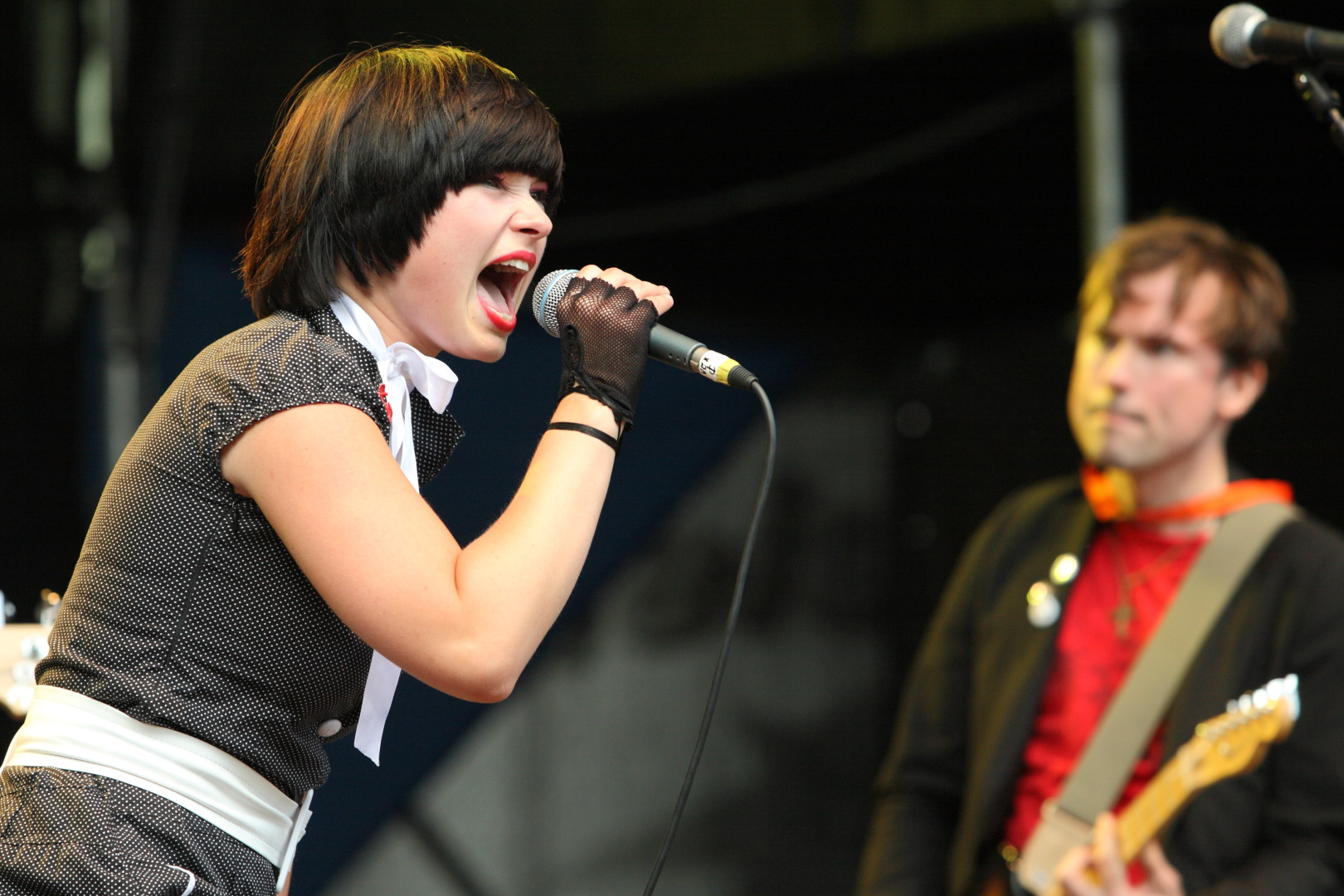
Anna Fischer

Panda war eine aus Berlin stammende Rockband. Ein typisches Merkmal sind die Texte in Berliner Dialekt.

## Geschichte
Gegründet wurden Panda auf einer Privatparty von Sascha Niemann. Die Schauspielerin Anna Fischer hielt sich auf dieser Party auf und war von den auftretenden Musikern so angetan, dass sie sich spontan dazu entschloss, auf die Bühne zu steigen und mitzusingen. Seitdem ist sie die Frontfrau. Zwei Bandmitglieder spielten vorher beim Berliner Landesjugendjazzorchester. Die Band spielte in einigen Berliner Clubs und veröffentlichte Anfang Mai 2007 ihre erste Single Jeht kacken. Ferner trat die Band, die bei Universal unter Vertrag ist, als Vorgruppe von Maxïmo Park und als Vorband auf der Tour von Rosenstolz 2008 auf. Im September 2007 erschien ihr Debütalbum Tretmine, das von Rodrigo González von Die Ärzte und Luci van Org produziert wurde. Auch die Musik der CD stammt aus deren Feder; die Texte schrieb Anna Fischer. Nach einer mehrjährigen Pause erschien ihre neue EP Im Rudel im September 2014.
Der letzte Eintrag auf Facebook stammt aus dem Jahr 2016. Die Webseite www.pandaberlin.de ist nicht mehr existent.

## Diskografie
- 2007: Jeht kacken (Single)
- 2007: Tretmine (jeder ist für sich selbst verantwortlich) (Album)
- 2007: Frauen und Männer (Single)
- 2014: Im Rudel (EP)